# Лазариди, Леонид Гомерович
Леонид Гомерович Лазариди (17 апреля 1980) — российский футболист, выступавший на позиции защитника. Сыграл один матч в высшем российском дивизионе.

## Биография
На взрослом уровне начал выступать в 17-летнем возрасте в дубле сочинской «Жемчужины». В основном составе команды дебютировал 12 октября 1999 года в матче Кубка России против нальчикского «Спартака». В высшем дивизионе единственный матч сыграл 8 ноября 1999 года в последнем туре сезона против московского «Торпедо», выйдя на замену на 81-й минуте вместо Станислава Бондарева. В составе дубля «Жемчужины» провёл за три сезона 78 матчей во втором и третьем дивизионах.
После ухода из «Жемчужины» играл за дублирующие составы новороссийского «Черноморца» и казанского «Рубина». В дальнейшем выступал во втором дивизионе за краснодарский «Немком», «Селенгу» и «Чкаловец-1936». В середине 2000-х годов в течение двух лет не выступал на профессиональном уровне, а его трансфер принадлежал клубу «Краснодар-2000». В этот период находился на просмотре в махачкалинском «Динамо», откуда был отчислен, и в «Ростове». В 2006—2007 годах провёл 37 матчей в первом дивизионе в составе пятигорского «Машука».
В возрасте 27 лет завершил профессиональную карьеру, в дальнейшем более десяти лет выступал за любительские команды южных регионов России. В 2016 году также выступал в ветеранских соревнованиях за краснодарскую «Милицию», стал обладателем Кубка Краснодарского края среди ветеранов. Работает администратором на краснодарском стадионе «Андрей-Арена».